# Матео Месина Денаро
Матео Месина Денаро (итал. Matteo Messina Denaro; Кастелветрано, 26. април 1962 — Л’Аквила, 25. септембар 2023), познат по надимку Дијаболик, био је шеф Сицилијанске мафије (Коза ностре). Надимак је добио по истоименом лику из италијанског стрипа. Сматра се за једног од нових вођа Коза ностре после хапшења Бернарда Провенцана 11. априла 2006. и Салватореа Ло Пикола у новембру 2007. 
Широј јавности је постао познат 12. априла 2001. године када га је часопис Леспресо ставио на насловницу с текстом: Ecco il nuovo capo della Mafia („Ево новог шефа мафије”). Био је на списку најтраженијих криминалаца у Италији од 1993. године а часопис Форбс сврстао га је у десет најтраженијих криминалаца на свету.  Смрћу Бернарда Провензана 2016. и Салватореа Рине 2017. године, Месина Денаро је постао несуђени шеф свих шефова (тј. „кум”) у мафији.
Месина Денаро је ухапшен 16. јануара 2023. године у приватној клиници у Палерму.